# Kieran Culkin
Kieran Kyle Culkin (New York, 30 settembre 1982) è un attore statunitense.
Per la sua interpretazione nel film Igby (2002) ha ricevuto la sua prima candidatura al Golden Globe per il miglior attore in un film commedia o musicale e si è aggiudicato il Critics' Choice Award al miglior giovane interprete. Nel 2024 ha ricevuto il plauso della critica per la sua interpretazione nel film A Real Pain, per il quale si è aggiudicato l'Oscar al miglior attore non protagonista, un Golden Globe, un BAFTA, un Critics' Choice Award e uno Screen Actors Guild Award. 
In campo televisivo, ha ricevuto l’attenzione internazionale con il ruolo di Roman "Romulus" Roy nella pluripremiata serie televisiva HBO Succession, per la quale si è aggiudicato un Golden Globe, due Critics Choice Television Awards, due Screen Actors Guild Awards e il Premio Emmy per il migliore attore protagonista in una serie drammatica.

## Biografia
È il quarto figlio di Patricia Brentrup e dell'attore Kit Culkin, che si separarono quando aveva 13 anni. Fratello minore di Macaulay Culkin (1980), ha altri 5 fratelli: Shane (1976), Dakota (1979-2008, morta travolta da una macchina mentre passeggiava), Quinn (1984), Christian (1987) e Rory (1989). È nipote dell'attrice Bonnie Bedelia, sorella del padre. Debutta all'età di otto anni, al fianco del fratello Macaulay, nel film Mamma, ho perso l'aereo (1990) di Chris Columbus, dove interpreta il cugino Fuller. Lavora nuovamente per Columbus in Cara mamma, mi sposo (1991). Dopo aver lavorato al fianco di Steve Martin in Il padre della sposa (1991), torna ad affiancare il fratello in Mamma, ho riperso l'aereo: mi sono smarrito a New York (1992).
Nel 1993 lavora con Jean-Claude Van Damme nel film d'azione Accerchiato, e negli anni seguenti recita in svariati film come Kiss Me, La musica del cuore e Le regole della casa del sidro, oltre che nella miniserie Magiche leggende. Nel 2002 è uno dei protagonisti di The Dangerous Lives of Altar Boys, e nello stesso anno si guadagna una candidatura ai Golden Globe 2003 per la sua interpretazione nel film Igby, per il quale vince il Critics' Choice Award al miglior giovane interprete. Dopo alcuni anni di pausa, torna al cinema con il film indipendente Lymelife, con Alec Baldwin. Nel 2010 è tra gli attori di Scott Pilgrim vs. the World, diretto da Edgar Wright, mentre negli anni successivi recita in Margaret (2011) di Kenneth Lonergan, Quitters (2015) di Noah Pritzker e Wiener-Dog (2016) di Todd Solondz.
Dal 2018 al 2023 è uno degli attori protagonisti della serie televisiva Succession, per la quale ha vinto numerosi premi, tra cui un Emmy e un Golden Globe.

## Vita privata
Culkin ha sposato nel 2013 la ex top model Jazz Charton. Insieme hanno due figli: Kinsey Sioux, nata il 13 settembre 2019, e Wilder Wolf, nato il 17 agosto 2021.

## Filmografia

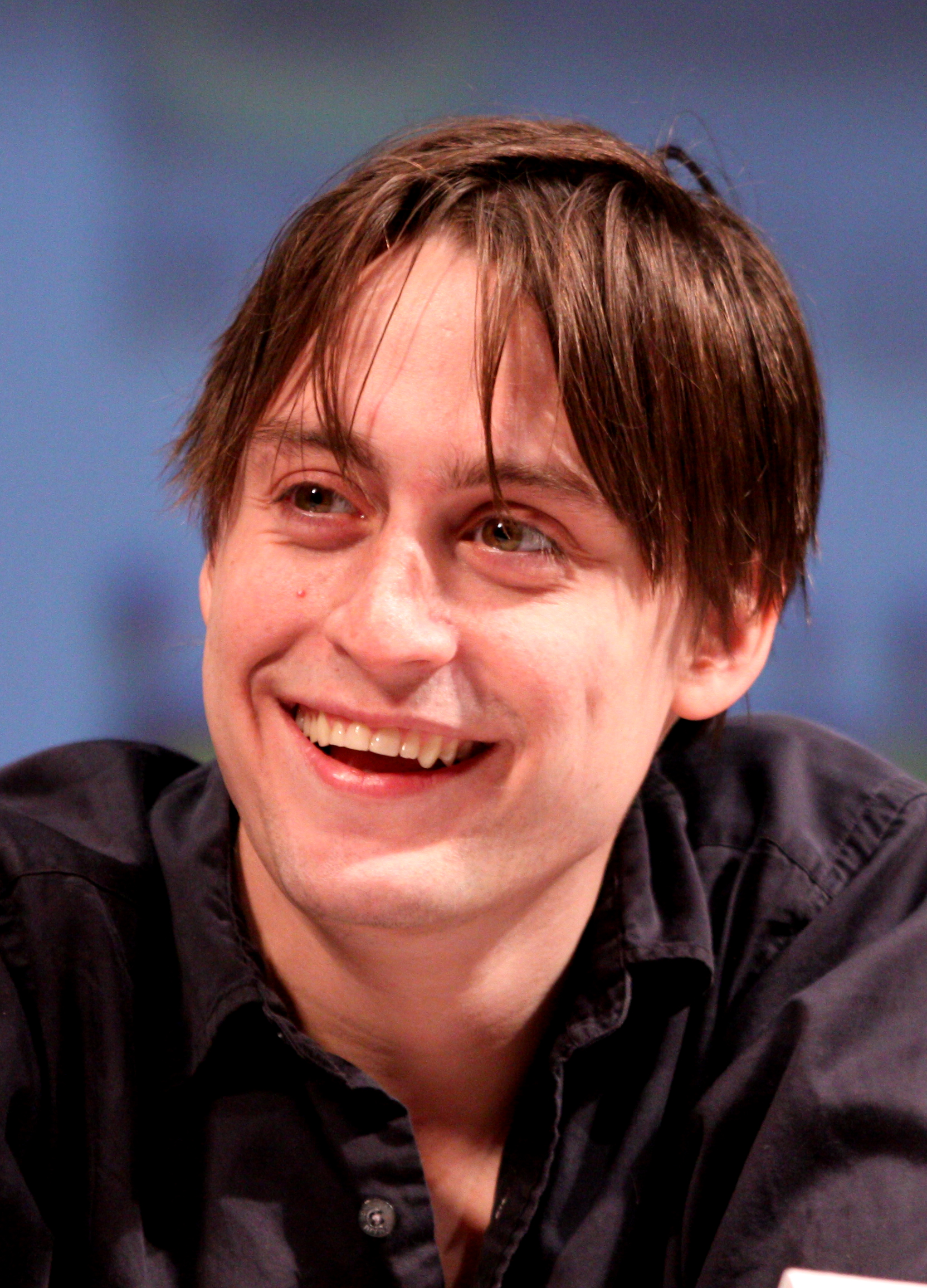
Kieran Culkin al San Diego Comic-Con International 2010

### Attore

#### Cinema
- Mamma, ho perso l'aereo (Home Alone), regia di Chris Columbus (1990)
- Cara mamma, mi sposo (Only the Lonely), regia di Chris Columbus (1991)
- Il padre della sposa (Father of the Bride), regia di Charles Shyer (1991)
- Mamma, ho riperso l'aereo: mi sono smarrito a New York (Home Alone 2: Lost in New York), regia di Chris Columbus (1992)
- Accerchiato (Nowhere to Run), regia di Robert Harmon (1993)
- Una lunga pazza estate (It Runs in the Family), regia di Bob Clark (1994)
- Il padre della sposa 2 (Father of the Bride Part II), regia di Charles Shyer (1995)
- Amanda, regia di Bobby Roth (1996)
- Basta guardare il cielo (The Mighty), regia di Peter Chelsom (1998)
- Kiss Me (She's All That), regia di Robert Iscoves (1999)
- La musica del cuore (Music of the Heart), regia di Wes Craven (1999)
- Le regole della casa del sidro (The Cider House Rules), regia di Lasse Hallström (1999)
- The Dangerous Lives of Altar Boys, regia di Peter Care (2002)
- Igby (Igby Goes Down), regia di Burr Steers (2002)
- Lymelife, regia di Derick Martini (2008)
- Paper Man, regia di Kieran Mulroney e Michele Mulroney (2009)
- Scott Pilgrim vs. the World, regia di Edgar Wright (2010)
- Margaret, regia di Kenneth Lonergan (2011)
- Comic Movie (Movie 43), registi vari (2013)
- Quitters, regia di Noah Pritzker (2015)
- Wiener-Dog, regia di Todd Solondz (2016)
- No Sudden Move, regia di Steven Soderbergh (2021)
- A Real Pain, regia di Jesse Eisenberg (2024)

#### Televisione
- Frasier – serie TV, 1 episodio (1996)
- Magiche leggende (The Magical Legend of the Leprechauns) – film TV, regia di John Henderson (1999)
- Go Fish – serie TV, 5 episodi (2001)
- Fargo – serie TV, 2 episodi (2015)
- Succession – serie TV, 39 episodi (2018-2023)

### Doppiatore
- Scott Pilgrim - La serie (Scott Pilgrim Takes Off) – serie TV (2023)

## Teatro
- This Is Our Youth di Kenneth Lonergan, regia di Anna D. Shapiro. Cort Theatre di Broadway (2006)
- Glengarry Glen Ross di David Mamet, regia di Patrick Marber. Palace Theatre di Broadway (2025)

## Riconoscimenti
- Premio Oscar
  - 2025 – Miglior attore non protagonista per A Real Pain[4]
- Golden Globe[5]
  - 2003 – Candidatura al miglior attore in un film commedia o musicale per Igby
  - 2020 – Candidatura al miglior attore non protagonista in una serie, miniserie o film per la televisione per Succession
  - 2022 – Candidatura al miglior attore non protagonista in una serie, miniserie o film per la televisione per Succession
  - 2024 – Miglior attore protagonista in una serie drammatica per Succession
  - 2025 – Miglior attore non protagonista in un film per A Real Pain
- Premio BAFTA
  - 2025 – Miglior attore non protagonista per A Real Pain[6]
- Critics' Choice Awards
  - 2003 – Miglior giovane interprete per Igby[7]
  - 2022 – Miglior attore non protagonista in una serie drammatica per Succession[8]
  - 2024 – Miglior attore protagonista in una serie drammatica per Succession[9]
  - 2025 – Miglior attore non protagonista per A Real Pain[10]
- Screen Actors Guild Awards[11][12][13]
  - 2022 – Miglior cast in una serie drammatica per Succession
  - 2022 – Candidatura al miglior attore in una serie drammatica per Succession
  - 2024 – Miglior cast in una serie drammatica per Succession
  - 2024 – Candidatura al miglior attore in una serie drammatica per Succession
  - 2025 – Miglior attore non protagonista cinematografico per A Real Pain[14]
- Premio Emmy[15]
  - 2020 – Candidatura al miglior attore non protagonista in una serie drammatica per Succession
  - 2022 – Candidatura al miglior attore non protagonista in una serie drammatica per Succession
  - 2023 – Miglior attore protagonista in una serie drammatica per Succession

- Gotham Independent Film Awards
  - 2024 – Candidatura per la miglior interpretazione non protagonista per A Real Pain[16]

## Doppiatori italiani
Nelle versioni in italiano delle opere in cui ha recitato, Kieran Culkin è stato doppiato da:
- Stefano Crescentini in Basta guardare il cielo, The Dangerous Lives of Altar Boys, Margaret, Comic Movie, Wiener-Dog, Succession
- Simone Crisari ne Il padre della sposa, Igby, Scott Pilgrim vs. the World
- Davide Perino in  Mamma, ho perso l'aereo, Mamma, ho riperso l'aereo: mi sono smarrito a New York
- Perla Liberatori in Accerchiato
- Domitilla D'Amico in Una lunga pazza estate
- Laura Lenghi ne Il padre della sposa 2
- Ilaria Stagni in Amanda
- Francesco Nicotra in Kiss Me
- Fabrizio De Flaviis ne Le regole della casa del sidro
- Alessio De Filippis in Magiche leggende
- Paolo De Santis in Fargo
- Stefano Sperduti in No Sudden Move
- Alessio Puccio in A Real Pain
- Simone Lupinacci ne La musica del cuore (ridoppiaggio)
- Simone Casanica ne Le regole della casa del sidro (ridoppiaggio)

Da doppiatore è sostituito da:
- Simone Crisari in Scott Pilgrim - La serie